# World-Wide House
World-Wide House (環球大廈) est une tour de bureaux de Hong Kong située dans le quartier de Central entre Connaught Road (en), Pedder Street (en) et Des Voeux Road (en), qui accueille également une galerie marchande appelée World-Wide Plaza.

## Histoire
Le site est situé sur des terres gagnées sur la mer au début du 20e siècle.
World-Wide House est construit sur une zone de 2 100 m² laissé vacante par l'ancienne poste centrale, qui y était située de 1911 à 1976. La poste est déplacée à Connaught Place pour la construction de la station de métro Pedder (plus tard rebaptisée Central). Au-dessous du bâtiment se trouve l'échangeur de la station Hong Kong et de celle de Central.
Au début des années 1970, il y eut des propositions pour que le site soit échangé avec le terrain d'Alexandra House, pour créer plus d'espace ouvert piétonnier dans Central. Les propositions sont cependant rejetées, principalement pour des raisons financières.
MTR Corporation, qui avait reçu le premier refus pour le site, paye au gouvernement de Hong Kong environ 212 millions HK$ en espèces pour les droits du site. Le gouvernement finit par recevoir quelque 8 700 HK$ le pied carré au lieu de son prix initial de 10 000 HK$.
Cheung Kong, l'entreprise fondée par Li Ka-shing, obtient le droit pour le développement de la structure en surface. Avec un ratio de terrain de 15:1, Cheung Kong construit un immeuble de bureaux et commercial à tour unique de 32 étages. La galerie marchande est reliée aux propriétés adjacentes par la passerelle surélevée de Central.

## Galerie marchande
World-Wide Plaza est un centre commercial sur 3 niveaux situé aux étages inférieurs de World-Wide House. Il est construit dans un style « atrium », mais sans puits de lumière. Son premier niveau est accessible depuis la passerelle surélevée de Central ou par escalator depuis le rez-de-chaussée du bâtiment.
Les kiosques ou les magasins font généralement environ 10 m² et sont loués à de petits commerçants, qui vendent des services de télécommunications et bancaires, de la nourriture et des magazines. La galerie est très fréquentée par la grande communauté philippine de Hong Kong (en), en particulier le dimanche, car de nombreux magasins sont tenus par leurs compatriotes. Le large assortiment des magasins généralement petits répond à leurs besoins, vendant des marchandises de leur pays d'origine. La galerie est également connue sous le nom de « Chungking Mansions de Central ».

## Galerie

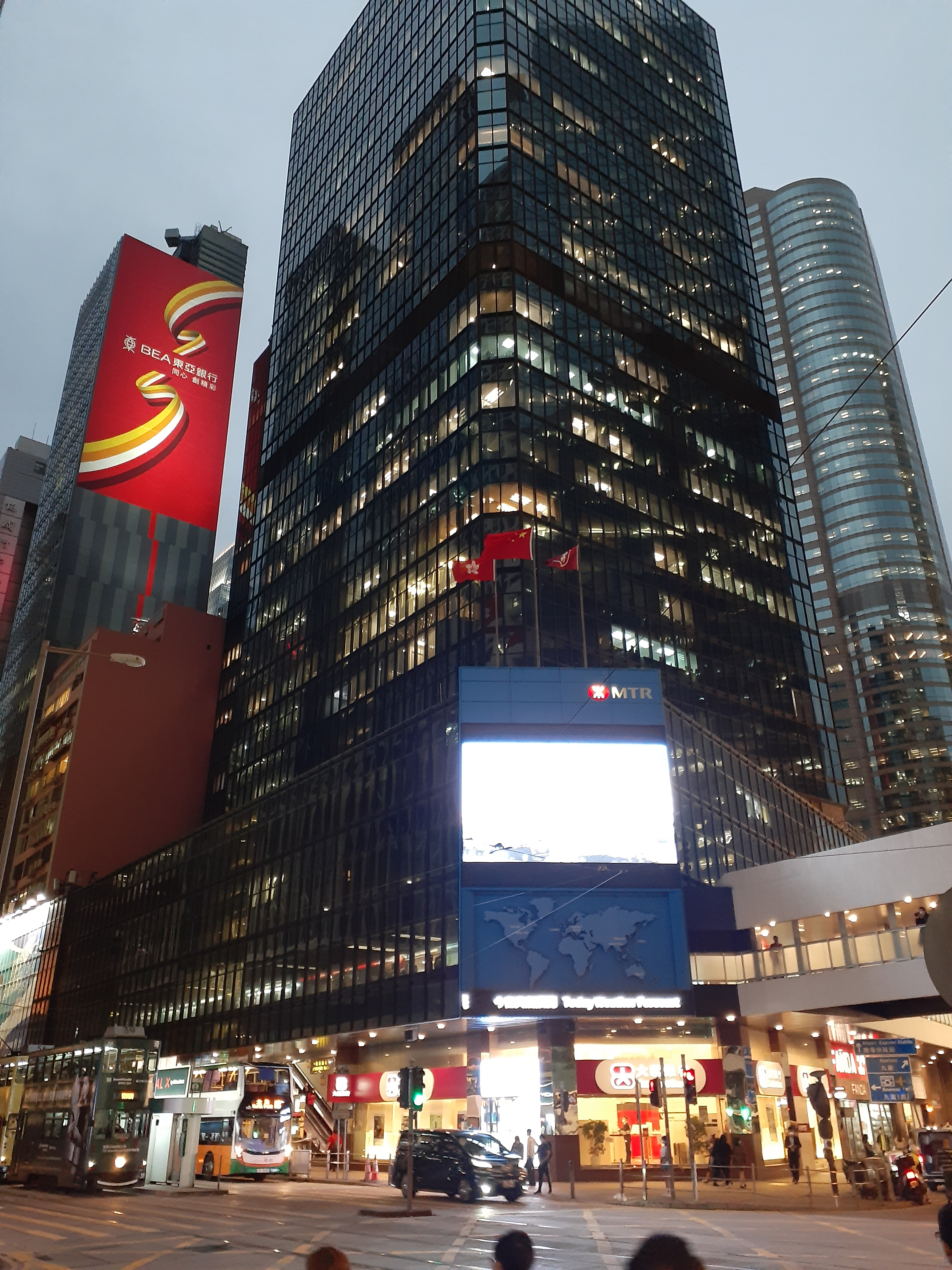
World-Wide House de nuit.
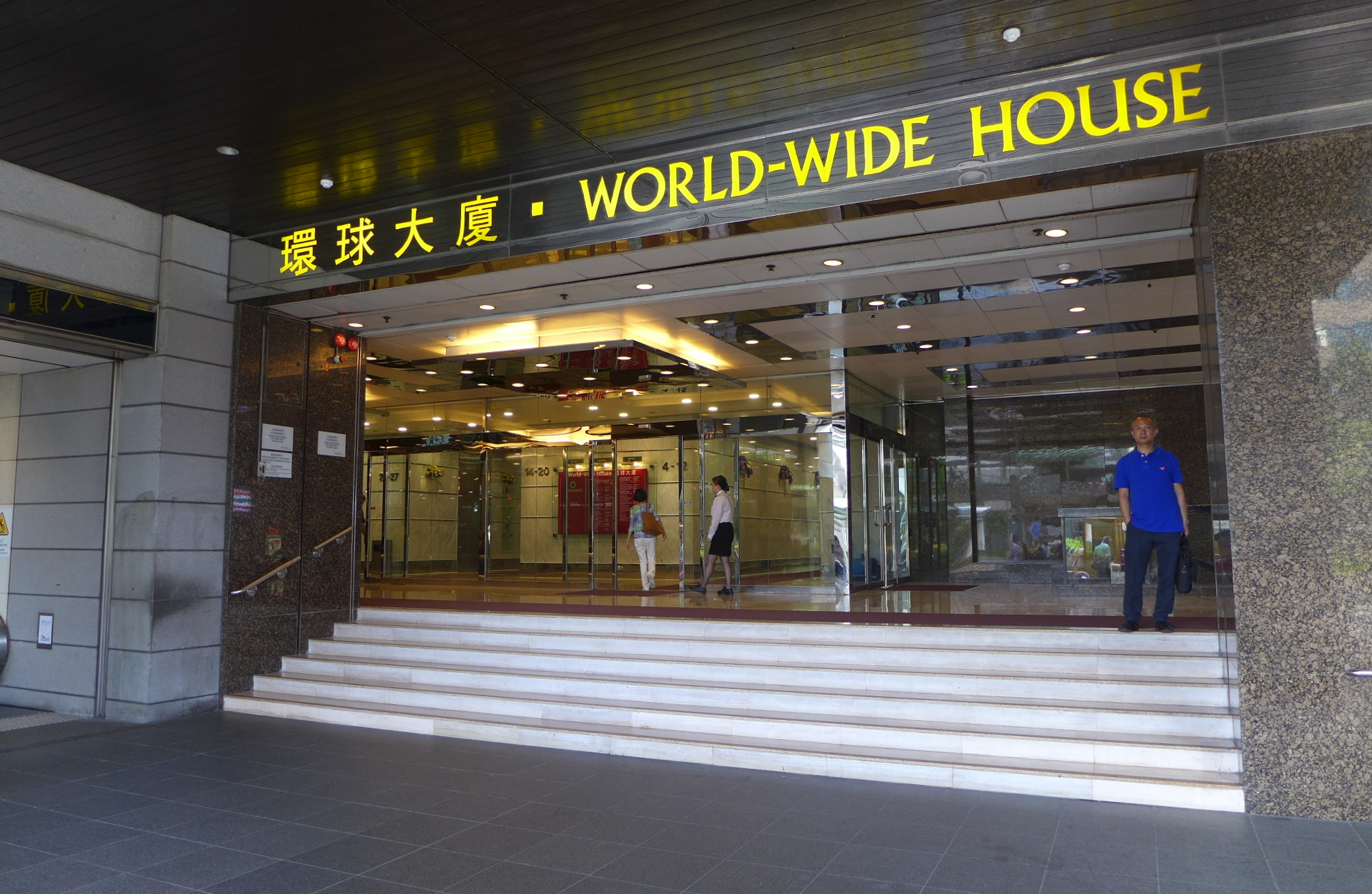
Entrée de World-Wide House.
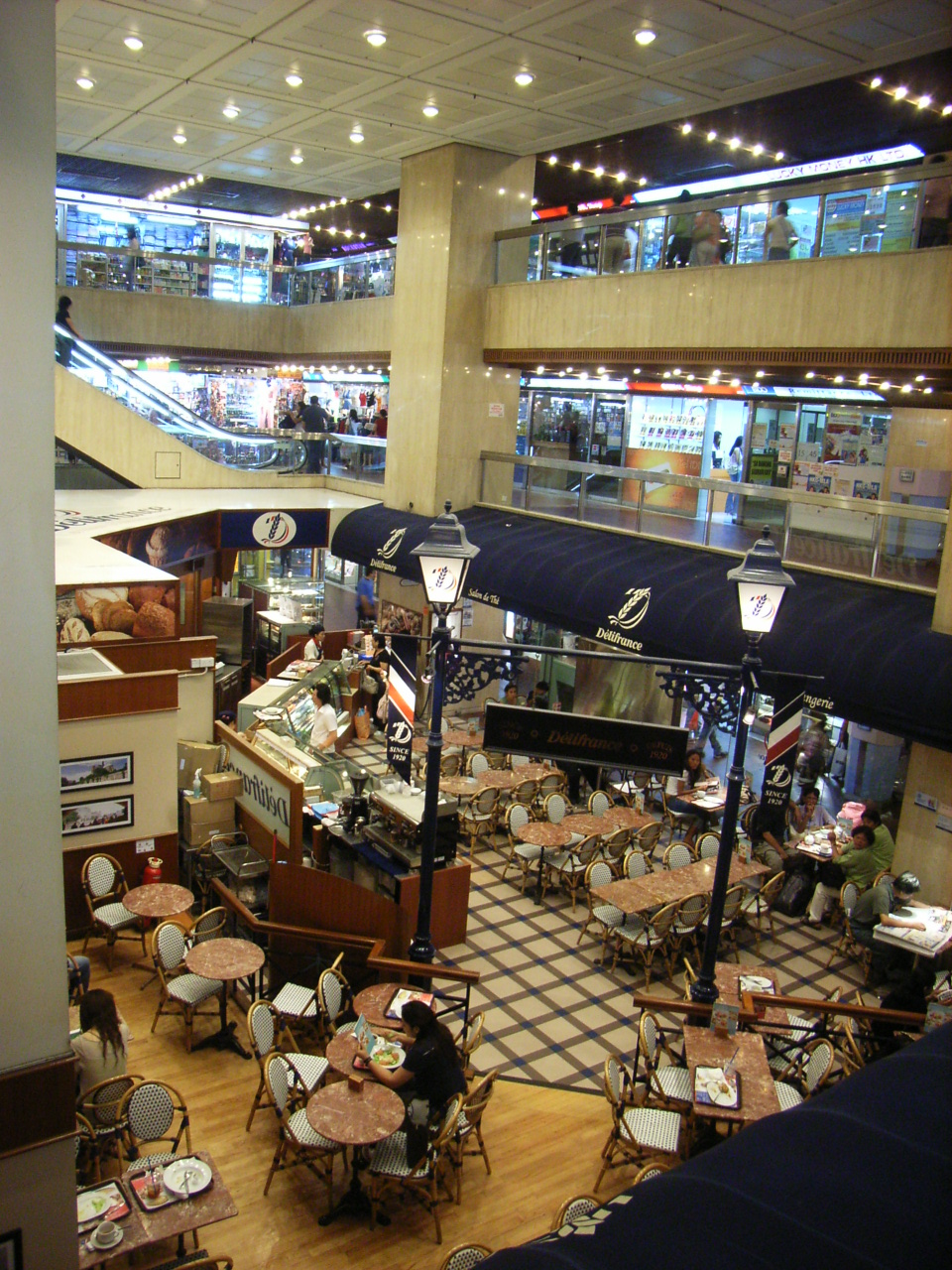
Restaurant français Délifrance dans l'immeuble.
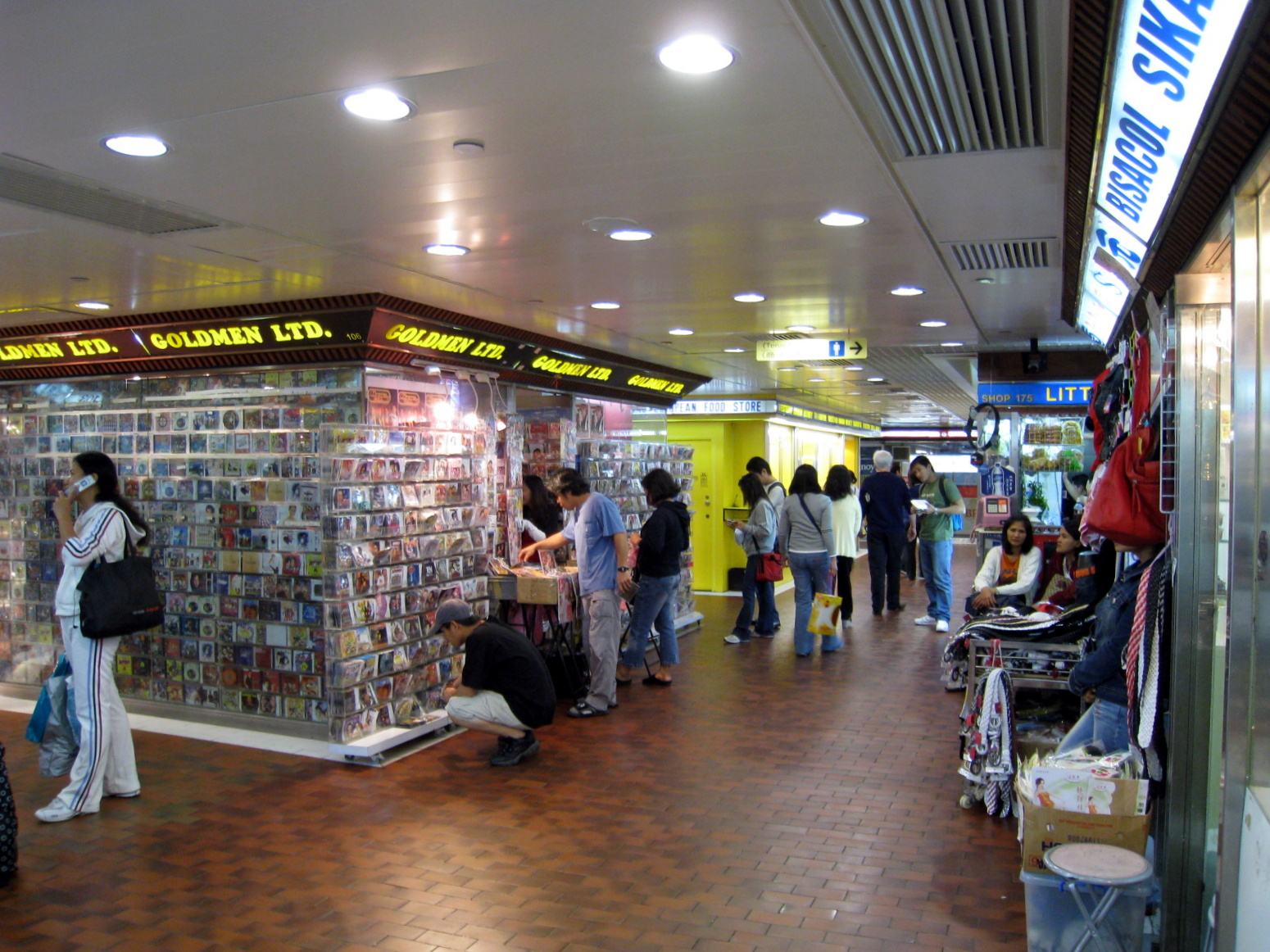
La galerie marchande World-Wide Plaza.
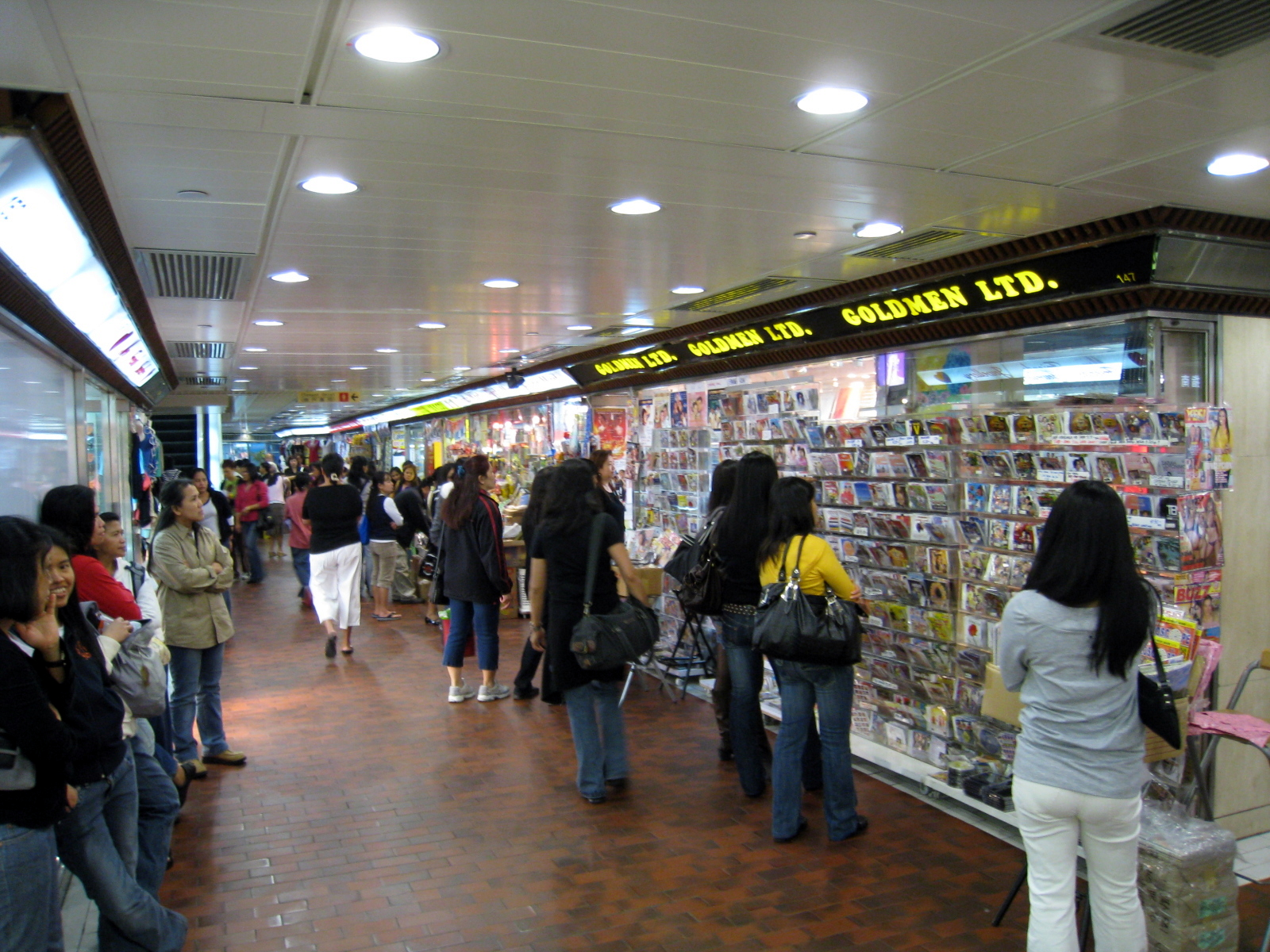
Philippines vendant et achetant des CD dans la galerie marchande.